# Атанвил
Атанвил (фр. Hattenville) насеље је и општина у северној Француској у региону Горња Нормандија, у департману Приморска Сена која припада префектури Авр.
По подацима из 2011. године у општини је живело 680 становника, а густина насељености је износила 72,96 становника/km². Општина се простире на површини од 9,32 km². Налази се на средњој надморској висини од 120 метара (максималној 139 m, а минималној 113 m).

## Демографија
| 1962. | 1968. | 1975. | 1982. | 1990. | 1999. | 2011. |
| ----- | ----- | ----- | ----- | ----- | ----- | ----- |
| 359   | 409   | 325   | 419   | 468   | 552   | 680   |

График промене броја становника у току последњих година